# Raphaël Thiéry
Pour l’article ayant un titre homophone, voir Raphaël Thierry.
Pour les articles homonymes, voir Thiéry.
Raphaël Thiéry est un cornemuseux et acteur français, né en 1962 à Sainte-Colombe-sur-Seine (Côte-d'Or).
Fondateur du groupe Faubourg de Boignard, il est une des figures de la musique traditionnelle du Morvan à la passerelle du XXe au XXIe siècle. Monté sur scène pour la première fois en 2010, il obtient son premier rôle au cinéma en 2021 avant d'obtenir une renommée nationale pour son jeu dans L'Homme d'argile de Anaïs Tellenne en 2024.

## Biographie
Raphaël Thiéry apprend à jouer de la cornemuse à l'âge de 15-16 ans, se lançant ainsi dans la musique traditionnelle bourguignonne. En 1987, il crée le groupe de musique Faubourg de Boignard qui l'amènera à se produire à l'international. En 2002, il fait partie des créateurs du festival Printemps de l'Auxois à Vitteaux, où il est régulièrement présent. Il fait aussi partie des figures historiques de la Fête de la vielle à Anost.
Formé au théâtre par Patrick Grégoire, il monte pour la première fois sur scène à l'âge de 40 ans. Il commence ensuite à faire de la figuration au cinéma.
Il a démarré sa carrière au cinéma en 2015 en tant que second rôle dans le film Rester vertical d'Alain Guiraudie. Ce film lui aura permis de monter les marches du Festival de Cannes en 2016.
C'est en 2021 que Raphaël Thiéry obtient son premier rôle principal dans le long métrage L'Envol de Pietro Marcello. En 2024, il est à nouveau à l'affiche dans un rôle principal, dans le film L'Homme d'argile de Anaïs Tellenne, aux côtés d'Emmanuelle Devos.

## Théâtre
- 2010-2015 : Métallos et dégraisseurs, de Patrick Grégoire, compagnie Taxi-Brousse : Tréfileur de père en fils
- 2012-2015 et 2018-2019 : Écoute donc voir, co-écrit par Raphaël Thiéry, co-écrit et mis en scène par Patrick Grégoire[6]
- 2014-2015 : Les forçats du bord de la route, par la compagnie L'estaminet rouge[7]
- 2016 : Comment calmer M. Bracke, mis en scène par Pierre Yanelli
- 2016-2017 : La disparition du soleil, par la compagnie Yaota
- 2016-2017 : Les tritons prendront l'avion, mis en scène par Patrick Grégoire, avec la compagnie L'estaminet rouge et la compagnie La Dissidente[8]

## Filmographie

### Cinéma

#### Longs métrages
- 2016 : Rester vertical d'Alain Guiraudie : Jean-Louis
- 2018 : Frères ennemis de David Oelhoffen : Curro Reyes
- 2018 : Amanda de Mikhaël Hers : Moïse
- 2018 : Les Déguns de Cyrille Droux et Claude Zidi Jr. : le paysan
- 2020 : Sous les étoiles de Paris de Claus Drexel : le travailleur des quais
- 2020 : Fario de Gérard Jumel
- 2021 : Vidange de Guillaume Chevalier : Gilles
- 2022 : La Dégustation d'Ivan Calbérac : Roger
- 2022 : L'Envol de Pietro Marcello : Raphaël
- 2022 : Les Passagers de la nuit de Mikaël Hers : Francis
- 2022 : De nos frères blessés de Hélier Cisterne : Maître Charles Lainné
- 2023 : Pauvres Créatures (Poor Things) de Yorgos Lanthimos : Saveur le boucher
- 2024 : Loups-garous de François Uzan : le gardien de prison
- 2024 : L'Homme d'argile d'Anaïs Tellenne : Raphaël
- 2024 : Selon Joy de Camille Lugan : Père Léonard
- 2025 : Tornado (en) de John MacLean : Mint
- 2025 : Les Loups d'Isabelle Prim
- 2025 : Le Domaine de Giovanni Aloi : Pasquini
- 2025 : La Venue de l'avenir de Cédric Klapisch : le charretier
- 2025 : Que ma volonté soit faite de Julia Kowalski : Badel
- 2025 : La Danse des renards de Valéry Carnoy : Boulers

- 2025 : La Bonne Étoile de Pascal Elbé
- 2025 : Meursault contre-enquête de Malek Bensmaïl

#### Courts et moyens métrages
- 2017 : Ce qui nous tient de Yann Chemin : le chasseur
- 2018 : Gueule d'Isère d'Esther Mysius et Camille Rouaud : Tristan
- 2018 : 19 juin d'Anaïs Tellenne : le déménageur
- 2018 : Le Mal bleu de Zoran Boukherma et Anaïs Tellenne : Jean-Louis
- 2018 : Blossom avant la nuit de Ludovic Boukherma et Zoran Boukherma
- 2018 : Tout seul d'Antoine Laurens : Capitaine
- 2018 : Modern Jazz d'Anaïs Tellenne : l'amant de Christine
- 2018 : Bleu reine de Sarah Al Atassi : Georges
- 2019 : Des feux inexplicables de Danny Gopnik : Michel
- 2019 : Le Coeur de Pierre d'Olivier Binder : Pierre
- 2020 : La Fille des champs et le garçon du bois de Youri Tchao Debats : Eric
- 2020 : Corine d'Emile Phelizot : Gérard
- 2020 : La Biche de Jennifer Lumbroso : le peintre
- 2020 : Mauvais genre de Sarah Al Atassi : le gérant du cinéma
- 2021 : Vidange de Guillaume Chevalier : Gilles
- 2021 : La Nasse de Morgan Guering : le conducteur
- 2021 : Avant que les lumières s'éteignent de Wilmarc Val : Claude
- 2022 : Carné.e.s de Léo Deschênes : Sébastien
- 2023 : Becs et ongles de Xavier Demoulin : Tom
- 2024 : Les Brebis ne savent pas nager de Matthieu Allart : Joseph
- 2024 : Seul le chien d'Arsène Besson : Antoine
- 2024 : La Passion selon Karim d'Axel Würsten : Jean-Pierre
- 2024 : Jupiter de Carlos Antonio dos Santos Segundo
- 2024 : Jésus ne tremble pas d'Olivier Lambert : Marius
- 2025 : La Forme des nuages de Guillaume Ligoule : le réceptionniste
- 2025 : Balam Balam de Paul-Guy Rabiet : Raphaël

#### Doublage
- 2024 : La Plus précieuse des marchandises de Michel Hazanavicius

### Télévision
- 2014 : Le Sang de la vigne (série télévisée), saison 4, épisode 11 Cauchemar en Côte-de-Nuits d'Aruna Villiers : Georges Montclar
- 2017 : Mille et une vies (émission) de Frédéric Lopez : témoignage sur le thème "Grandir après avoir été un vilain petit canard"[9]
- 2018 : La Révolte des innocents de Philippe Niang (téléfilm) : Vincenot
- 2020 : Le Voyageur (série télévisée), saison 2, épisode 1 La Permission de minuit de Stéphanie Murat : Luc Frerot
- 2020 : La Révolution (série télévisée)
- 2020 : Family business d'Igor Gotesman (série télévisée), saison 2, épisode 5 Exposé plein sud : Gervais, le complice d'évasion voyant
- 2021 : Paris Police 1900 (série télévisée), épisodes 2 et 3 : Mimile, le boucher[3]
- 2021 : Germinal (série télévisée), 6 épisodes : Dansaert
- 2021 : Disparu à jamais de Juan Carlos Medina (mini-série télévisée), épisode 5 Fred : le père de Joachim
- 2021 : Le Bruit des trousseaux de Philippe Claudel (téléfilm) : détenu Larue
- 2021 : L'Enfant de personne d'Akim Isker
- 2023 : Polar Park (série télévisée), 3 épisodes : le serveur du Bar des Flocons

## Discographie

### Atout Vent
- 1989 : Atout Vent, cassette

### La Grande Bande des cornemuses
- 1990 : Faut qu'ça brille !, CD

### Faubourg de Boignard
- 1987 : La Femme à deux maris, cassette
- 1995: La Ravine, CD
- 1998 : Terra Gallica, CD
- 2008 : La Marche de l'ampleur, CD